# Rue Princesse (film)
 (juin 2024).
Pour les articles homonymes, voir Rue Princesse.
Pour plus de détails, voir Fiche technique et Distribution.
Rue Princesse est un film ivoirien de 1991 réalisé par Henri Duparc,,,, comédie sociale qui confronte les personnes de la « Haute » et celles vivant dans les quartiers chauds d’Abidjan.
Le film suit l'histoire de Jean, qui abandonne son emploi dans l'entreprise familiale pour poursuivre sa passion pour la musique. Il se retrouve à la Rue Princesse, où il rencontre Josie, une prostituée expérimentée, et leur relation évolue en des discussions profondes sur les thèmes de la vie et de la société,.

## Synopsis
Fils d'un riche bourgeois d'Abidjan, Jean refuse de suivre les traces de son père et décide de vivre pleinement sa passion pour la musique. Il quitte l'entreprise familiale pour s'engager dans la troupe locale comme musicien de kora. Une décision qui  fâchera définitivement son père,.
À la rue Princesse, quartier animé et couru de toute la ville chaque soir, il fait la rencontre de Josie, une pétulante prostituée, et tombe immédiatement sous son charme,.
Josie est une jeune femme débrouillarde qui gère son corps comme une entreprise qu'il faut aussi protéger de toute cause de faillite, comme le sida. Malgré ses clients de la haute société, elle ne résiste pas à Jean qui cherche à la persuader qu'elle a d'autres talents et qu'elle pourrait chanter dans son groupe. Le couple se forme et nourrit tous les sujets de discussion,.

## Fiche technique
- Titre : Rue Princesse[3],[8]
- Réalisation : Henri Duparc[3],[8]
- Scénario : Henri Duparc[8]
- Production : Focale 13[3],[8]
- Sociétés de (co) production : Blue Films
- Distribution monde : Focale 13[8]
- Distribution France : Rezo Films
- Musique originale: Issouf Kanté[3]
- Montage : Agnés Vaurrigaud[3]
- Son : Jean Minondo
- Photographe de plateau : Bernard Dechet[3]
- Pays d’origine : Côte d’Ivoire[7],[5]
- Langue : Français
- Format : 35 m/m couleur[7],[3],[8],[5]
- Genre : Comédie[8]
- Durée : 1 heure 28 minutes[3]
- Date de sortie : 31/08/1994
- Soutien : Produit avec le soutien du Fonds francophone de production audiovisuelle du sud (Organisation internationale de la Francophonie)

## Distribution
- Félicité Wouassi[6],[7],[4],[3],[8],[5]
- Alexis Bouazo[6],[7],[4],[3],[8]
- Gérard Essomba[6],[7],[3],[8],[5]
- Georgette Paré[4],[3],[8],[5]
- Akissi Delta[7],[4],[3],[10]
- Maîmouna Kone[8]
- Honorine Orsot[8]
- Betty Moro[8]
- Jeanne Banc[8],[5]
- Kodjo Eboucle[8]
- Gabriel Zahon[4],[8],[5]
- Mémé Brou[8]

## Récompenses
- Grand Prix Festival International du film - Bari (Italie) 1996[3]